# Graphocephala coccinea
Graphocephala coccinea är en insektsart som först beskrevs av Forster 1771.  Graphocephala coccinea ingår i släktet Graphocephala och familjen dvärgstritar. Inga underarter finns listade i Catalogue of Life.

## Bildgalleri

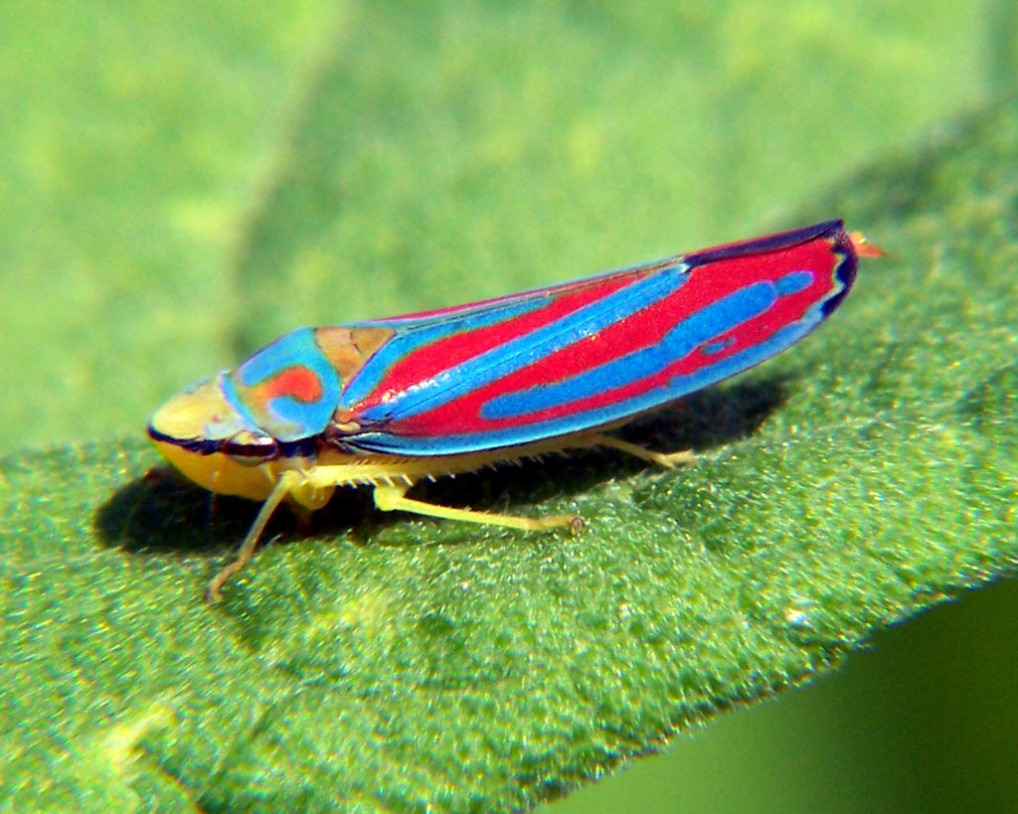
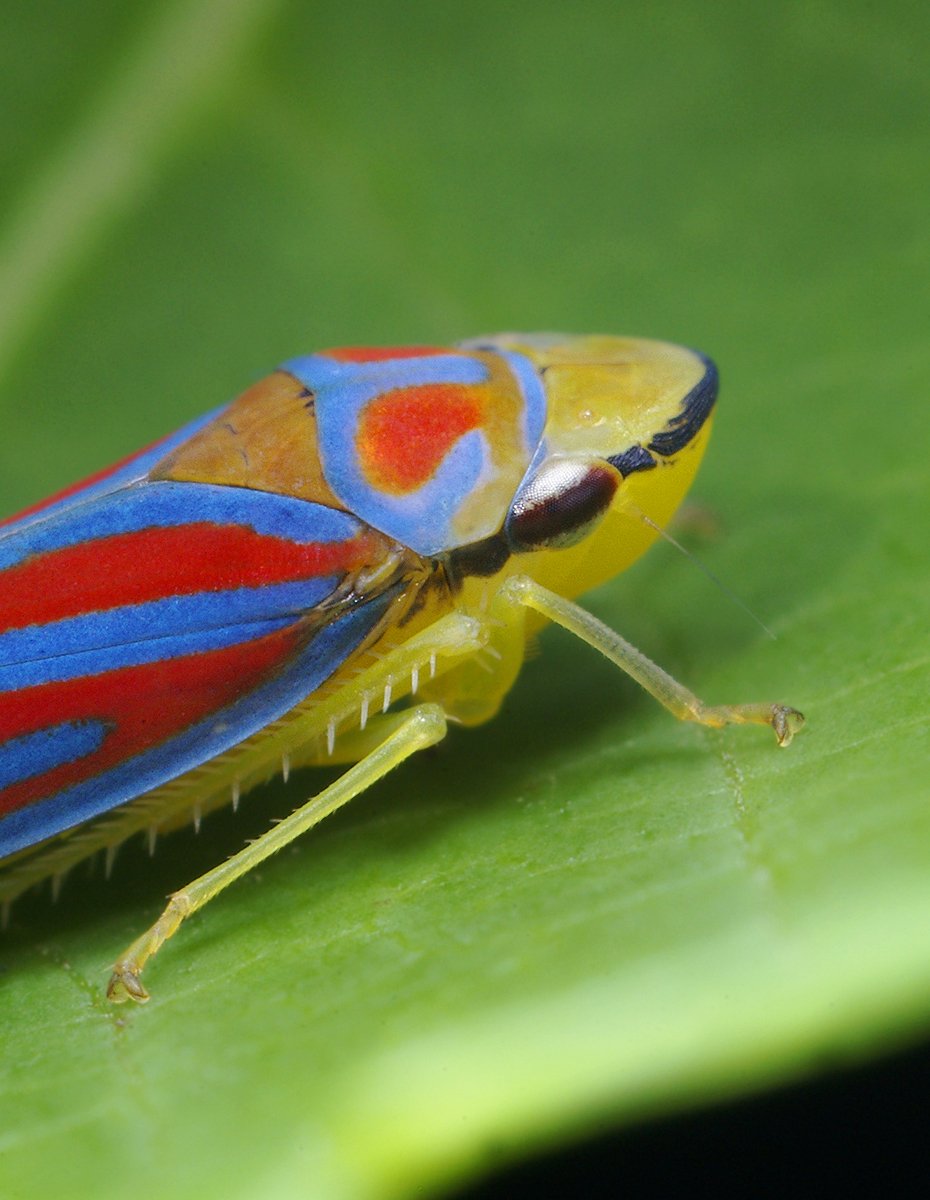
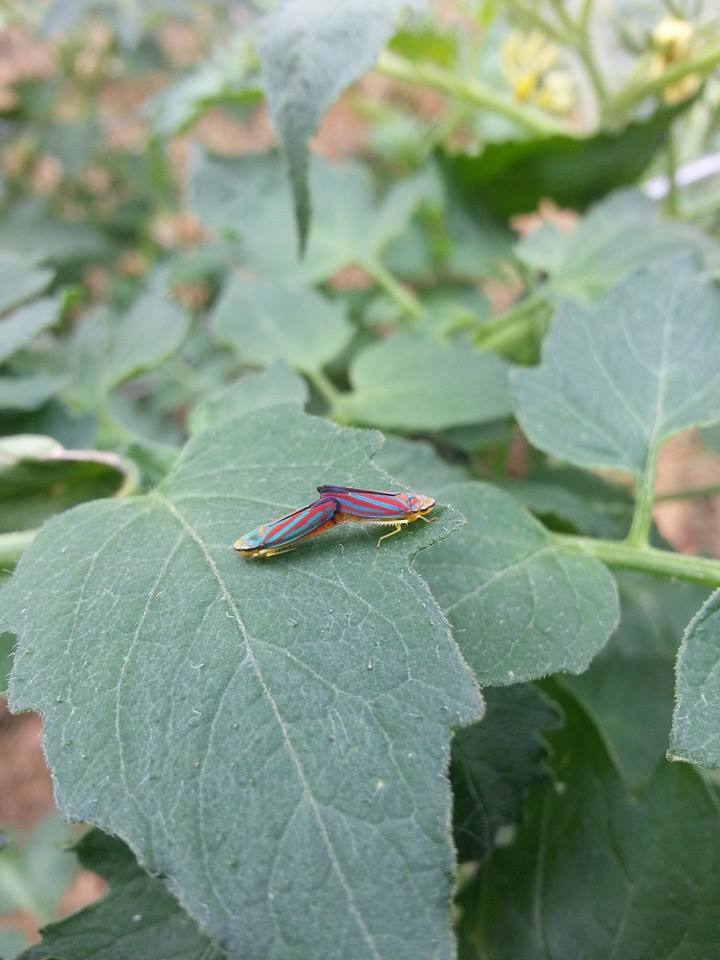